# Bomolocha tetrasticta
Bomolocha tetrasticta là một loài bướm đêm trong họ Noctuidae.